# WOWOWプラス
株式会社WOWOWプラス（ワウワウ・プラス、WOWOW PLUS INC.）は、WOWOWの連結子会社で、放送・映像コンテンツ配信・提供を主業務としている会社である。

## 概要
イマジカ・ロボット ホールディングス（現・IMAGICA GROUP）の子会社として発足し、以後イマジカ・ロボットグループに置ける放送事業を中心に業務を行ってきたが、2017年4月よりWOWOW傘下となった。
衛星基幹放送事業者としてスカパー!で「イマジカ BS・映画 → シネフィルWOWOW → WOWOWプラス」を自ら放送し、スカパー!プレミアムサービス・ケーブルテレビ局などに番組を供給している（2019年10月時点）。
ホテル向け映像配信サービス（2010年10月1日、当該業務を行っていたIMAGICAプログラミングを合併）、およびタブレット向けスポーツ情報サイト「DAFLOID（ダフロイド）」の運営も行っている。

## 運営チャンネル
- WOWOWプラス 映画・ドラマ・スポーツ・音楽

旧・イマジカ BS・映画 → シネフィルWOWOW。スカパー!（BSデジタル放送）にて2012年3月1日からBSデジタル放送を開始し、直営放送を行っている。論理チャンネル枠は「25x」。Ch.BS252でハイビジョン放送。
2020年12月1日より、チャンネル名称を「WOWOWプラス 映画・ドラマ・スポーツ・音楽」に変更。社名がチャンネルの通称としても通じるようになる。
- 歌謡ポップスチャンネル

スカパー!（東経110度CS放送）にて2012年10月1日から放送開始。スカパー!（東経110度CS放送）ではインターローカルメディアへ番組を供給しているため、「インターローカルアワー」が編成されている。（Ch.CS329）

### 過去の運営チャンネル
- ホラーTV（現・FOXムービー）
- FOODIES TV[2]

## 沿革
- 1982年 - 東洋コミュニケイションズ（のちのIMAGICAプログラミング）設立。
- 1996年10月1日 - イマジカ（現・株式会社エフ・イー・エル）、スカパー!（現・スカパー!プレミアムサービス）にてシネフィル・イマジカ（現・シネフィルWOWOW）放送開始。
- 1997年5月1日 - イマジカ、スカパー!にて食チャンネル（のちのFOODIES TV）放送開始。
- 2003年3月1日 - IMAGICA（現・IMAGICA GROUP）、「パイオニアカラオケチャンネル」（現・歌謡ポップスチャンネル）を運営するパイオニアミュージックサテライト株式会社を買収、社名を株式会社イマジカ・ミュージックサテライト、チャンネル名を「カラオケチャンネル」に変更。
- 2005年10月17日 - IMAGICA、スカパー!にてホラーTV（現・FOXムービー）放送開始。
- 2006年
  - 3月31日 - 株式会社IMAGICA放送設立。
  - 4月1日 - カラオケチャンネル、IMAGICAのデジタル放送事業部が直接運営（イマジカ・ミュージックサテライトは2007年3月清算結了）。また、スカパー!での放送形態を放送法の委託放送から電気通信役務利用放送法の衛星役務利用放送に変更。
  - 6月20日 - IMAGICA放送、商号をIMAGICAティーヴィに変更。
  - 7月1日 - IMAGICAティーヴィ、IMAGICAデジタル放送事業部の所管事業を承継。
- 2007年4月1日 - ニューズ・ブロードキャスティング・ジャパン（現・FOXネットワークス）にホラーTV事業を譲渡。
- 2009年4月1日 - ひかりTVにて「洋画★シネフィル・イマジカHD」の放送を開始。
- 2010年
  - 10月1日 - 子会社のIMAGICAプログラミングを合併。
  - 10月13日 - 総務省から衛星基幹放送（BSデジタル放送）・BS-21chにおいてHDTV1番組（洋画★シネフィル・イマジカ）が認定されることが発表された。
- 2011年6月30日 - 放送法の一本化により、特別衛星放送は衛星基幹放送へ、衛星役務利用放送も放送法の衛星一般放送へ移行。
- 2012年
  - 3月1日 - BSデジタル放送にて「イマジカ BS」放送開始。他の媒体の洋画★シネフィル・イマジカ（HD含む）もイマジカ BSへ統一。
  - 10月1日 - 日本民間放送連盟に準会員として加盟。
- 2016年
  - 3月31日 - 子会社の株式会社IMAGICA FTVが同日付で事業終了[3]（会社解散）。
  - 4月30日 - FOODIES TV放送終了[4]。
- 2017年
  - 4月3日 - WOWOWがIMAGICAティーヴィの発行済み全株式をイマジカ・ロボット ホールディングスから取得。WOWOWの子会社となる[5]。
  - 7月6日 - WOWOWが2017年10月1日より株式会社IMAGICAティーヴィの社名を「株式会社WOWOWプラス」に変更すると共に「イマジカBS・映画」のチャンネル名称を「シネフィルWOWOW」に変更すると発表[6][7]。
  - 10月1日 - 商号を「株式会社WOWOWプラス」に変更。
- 2020年
  - 1月22日 - Amazon Prime Videoチャンネルにて「シネフィルWOWOWプラス」配信開始[8]。